# 星野仙一の熱血・仙一夜
星野仙一の熱血・仙一夜（ほしのせんいちのねっけつせんいちや）とは、MBSラジオでプロ野球のオフシーズン（主に12月上旬～1月下旬）に不定期で放送されていた特別番組。星野仙一（中日ドラゴンズ元投手・一軍監督、阪神タイガース元一軍監督・オーナー付シニアディレクターおよび、東北楽天ゴールデンイーグルス元一軍監督・シニアアドバイザー・取締役副会長）がメインパーソナリティを務めた唯一のラジオ番組でもある。
星野が阪神のオーナー付シニアディレクターだった2010年には、5月10日から同年12月27日まで、MBSラジオで毎週月曜日の19:00 - 19:30に放送。放送直前に収録される番組で、複数のスポンサーが付いていたため、同局が『MBSタイガースナイター』としてプロ野球中継を実施した場合にも中継の終了後に放送されていた。
なお、星野が楽天の監督に就任した2011年以降は、2014年を除いて特別番組として放送。同球団の地元ラジオ局・東北放送（TBCラジオ）でも、同時ネットまたは時差ネット形式で放送することがあった。

## 概要

### レギュラー放送時代
星野のパートナーは、阪神戦中継のベンチリポーターなど、MBSラジオの番組に長年出演してきた唐渡吉則（大阪星野仙一後援会「虎仙会」副幹事長）。その関係で、星野をテーマに2003年に唐渡が歌手として発表した楽曲「男一途の人生姿（おとこいちず - はれすがた）」が、当番組のオープニングとエンディングに流れていた（特別番組への移行後も継続）。
星野は当番組で、野球選手としての経験談、近年の野球界の話題、最近の世相について、唐渡を相手に熱弁を披露。楽天監督へ正式に就任した2010年11月以降の放送では、戦力補強の舞台裏・選手評や（同球団が所属する）パシフィック・リーグへの展望を明かすことが多かった。在阪スポーツ紙でも、当番組の収録・放送翌日の紙面において、「（自身がパーソナリティーを務める毎日放送の）ラジオ番組で～」という表現で星野の発言内容をたびたび引用している。
また当番組では、星野に対するリスナーからのメッセージや質問も募集。毎回の放送で、唐渡が随時紹介したり、質問を代読したりした。メッセージの採用者には、協賛社から月替わりで提供される記念品（阪神百貨店の商品券、新米5kg、電気ケトルなど月替わり）を、毎週抽選で進呈していた。「スポニチプラザ大阪」（「スポーツニッポン」大阪本社が大阪市中央区で運営するイベントスペース）で公開収録を実施してから、その模様を数週にわたって放送することもあった。
2010年末に星野の楽天監督への就任が決まったため、レギュラー番組としては12月27日の放送で終了。ただし、12月20日・12月27日（レギュラー放送最終回）の放送では、体調不良の唐渡に代わって、「（阪神の監督時代から星野と）公私ともに親交が深い」という上泉雄一（MBSアナウンサー）が急遽パートナーを担当。レギュラー放送への唐渡の出演は、12月13日放送分で事実上終了した。

### 特別番組への移行後
MBSラジオでは、2011年1月31日の『MBSマンデースペシャル』（20:00 - 21:00）で、特別編の第1回を放送。TBCラジオでも、「スポーツスペシャル キャンプイン直前!プロ野球新時代宣言!　星野仙一の熱血仙一夜! 特別編」というタイトルで、初めて同時ネットを実施した。また、この特別編から、上泉も正式に進行役へ加わった。
2012年には、1月1日の13:00 - 14:00には、『星野仙一の熱血仙一夜!～2012年新春スペシャル～』を関西ローカルで放送。12月10日の『MBSマンデースペシャル』（21:00 - 22:00）で放送の「星野仙一の熱血仙一夜! 特別編　闘将と鉄人が語る一時間スペシャル」では、“闘将”星野と“鉄人”金本知憲（星野の阪神監督時代に広島東洋カープから移籍、2012年シーズンで現役を引退）との対談を実施した。
2013年には、星野が楽天の監督として自身初の日本シリーズ制覇を達成したことを記念して、上泉の単独進行による「星野仙一の熱血仙一夜 悲願の日本一達成スペシャル」を12月30日（月曜日）にMBSとTBCで放送した（MBSでは特別番組『かめ友　大Sports Man day　年末スペシャル!』の1パートとして17:45 - 18:45に内包、TBCでは20:30 - 21:30に単独番組として放送）。
星野の監督最終年になった2014年には、特別番組を含めて放送されなかった。
星野が楽天のシニアアドバイザーへ就任した2015年には、星野と親交の深い中日OB・板東英二と、上泉の後輩に当たるスポーツアナウンサー・井上雅雄の進行による特別番組「板東英二のプロ野球今昔物語!～星野仙一と語る平成のスター発掘プロジェクト」を3月22日の『MBSサンデースペシャル』枠（20:00 - 21:00）で放送。放送終了後は、YouTube上のMBSラジオ公式チャンネルで音源を配信している。2012年までMBSラジオ・ニッポン放送の野球解説者を務めた後に、2013年11月までメディアでの活動を休止していた板東が、MBSラジオのスポーツ関連番組に出演するのは活動再開後初めてであった。
2016年には、2月28日の『MBSサンデースペシャル』枠で、「板東英二のプロ野球今昔物語Ⅱ」を放送。この年からMBSの野球解説者に復帰した八木裕が板東のパートナー、『板東・板東・晴れ・板東!』（ラジオ関西）で板東と共演しているタレントの美鈴唯がアシスタントを務めた。
2017年には派生番組を含めて一切放送されなかったが、星野が2018年1月4日に70歳で逝去したことを受けて、同年1月28日の『MBSサンデー・カルチャーナイト』（20:00 - 21:00）で「ありがとう星野仙一さん　一夜限りの熱血・仙一夜!」を急遽編成。上泉と唐渡の進行で、過去の放送からのダイジェスト音源、訃報を受けて特別に収録した金本からのコメント音源、星野と親交があった明石家さんまが『ヤングタウン土曜日』（MBSラジオ）で星野との思い出を語った際の音源を流しながら星野を偲んだ。ちなみに上泉は、星野が最後に公の場で姿を見せたリーガロイヤルホテル（大阪市北区）での野球殿堂入り記念パーティー（2017年12月1日）でも司会を務めていた。

## 特別出演
- 2010年12月6日・12月13日の放送では、同年限りで現役を引退した矢野燿大（中日ドラゴンズ・阪神タイガース元捕手、同年末から「スポーツニッポン」大阪本社専属評論家）がゲストとして出演。中日・阪神時代に監督を務めた星野を相手に、現役時代の思い出話などを披露した。
- レギュラー放送の最終回には、星野と同じ明治大学野球部のOBで、プロ野球でも（コーチなどで）監督時代の星野に仕えた経験のある一枝修平・平田勝男（いずれも放送時点でMBS野球解説者）が事前収録で星野へのコメントを寄せた。なお平田は、『星野仙一の熱血仙一夜!～2012年新春スペシャル～』にもスペシャルゲストで出演している。
- 2011年1月31日放送の特別編では、上泉が進行役、唐渡が星野のパートナーとして出演。番組内では、小学生時代の星野のエピソード「星野君と定金君」（文渓堂刊行の小学校向け道徳副読本『小学1～6年生の道徳』に所収）を、関岡香（MBSアナウンサー）の朗読で紹介した。
- 2012年12月10日放送の『闘将と鉄人が語る一時間スペシャル』では、同年11月26日に対談を収録。星野・金本に加えて、上泉・唐渡も進行役で出演した。ただし、番組の中盤には、星野・金本の2人だけによる直接対談を放送している。なおMBSでは、2013年1月1日（火曜日）の『with…夜はラジオと決めてます』（ナイターオフ期間限定の生ワイド番組）でも、新春特別企画として星野・金本対談のディレクターズカット版を20時台の後半に流した。
- 2013年の「星野仙一の熱血仙一夜 悲願の日本一達成スペシャル」は、11月30日に収録。前半では、MBSラジオで放送中の生ワイド番組のパーソナリティ（浜村淳・近藤光史・山本浩之）が、事前収録の音源を通じて星野に質問を投げ掛けていた。後半では、この年限りで現役を退いた藤本敦士（毎日放送野球解説者、星野が阪神の監督時代にショートのレギュラーへ抜擢）が、現役引退の挨拶を兼ねて登場。なお、唐渡は本編に出演せず、桜井一枝と共に番組内のインフォマーシャルにのみ登場した。